# Epitaph für Eberhard von Stetten und Margaretha von Layen

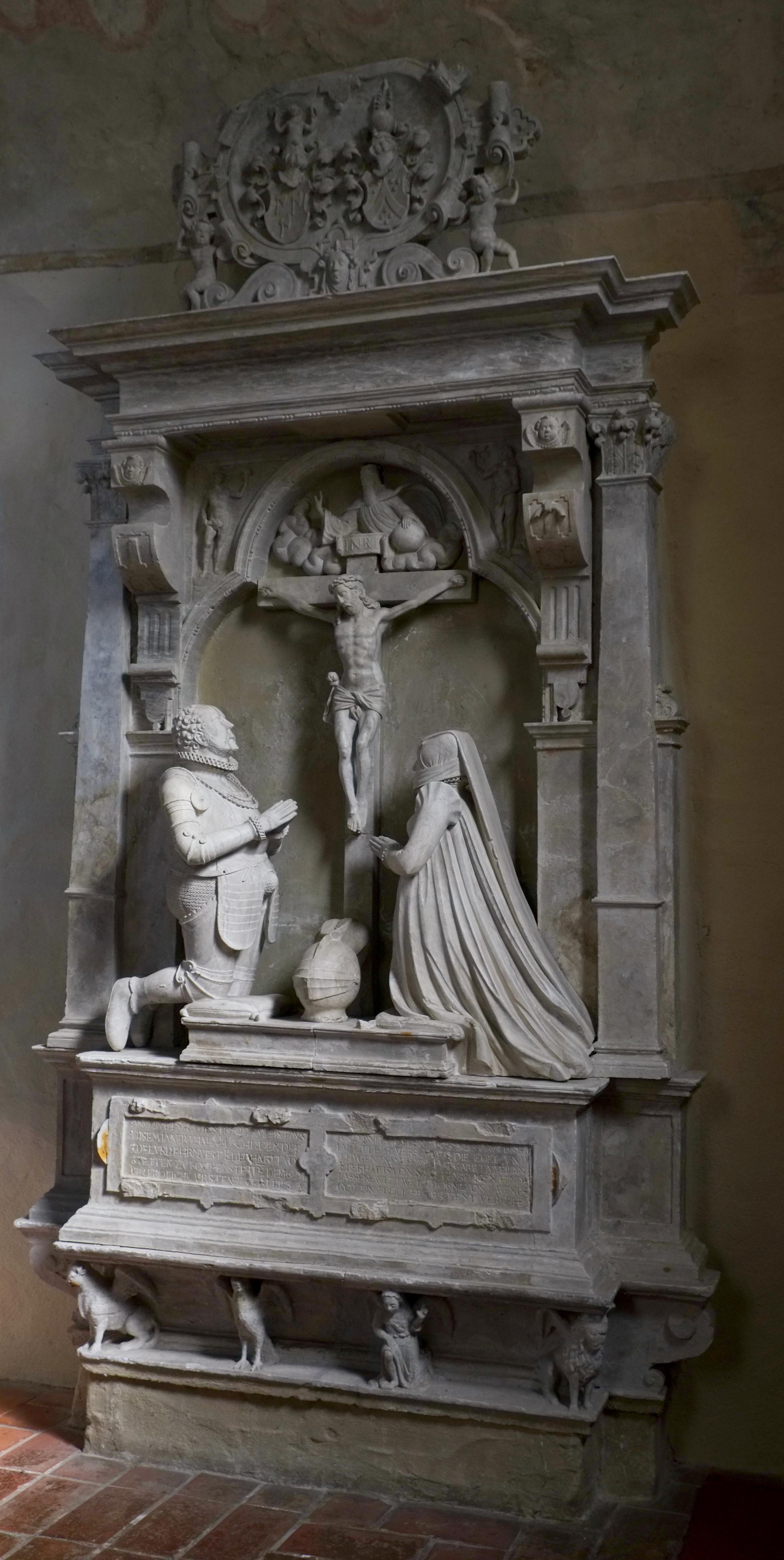
Epitaph für Eberhard von Stetten und seine Frau Margaretha

Das Epitaph für Eberhard von Stetten und Margaretha von Layen befindet sich in der evangelischen Marienkirche in Kocherstetten, einem Stadtteil von Künzelsau im Hohenlohekreis (Baden-Württemberg). 

## Beschreibung

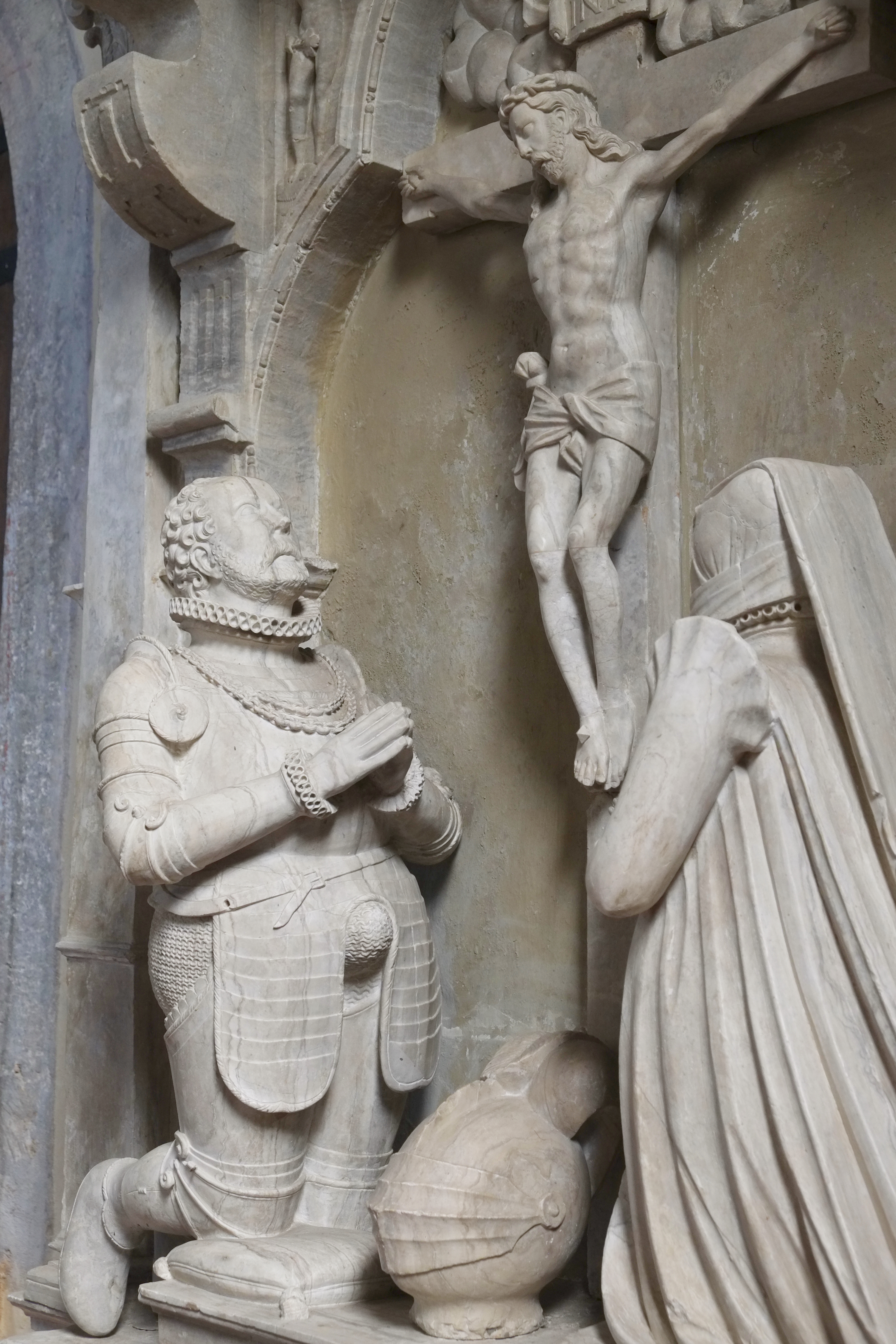
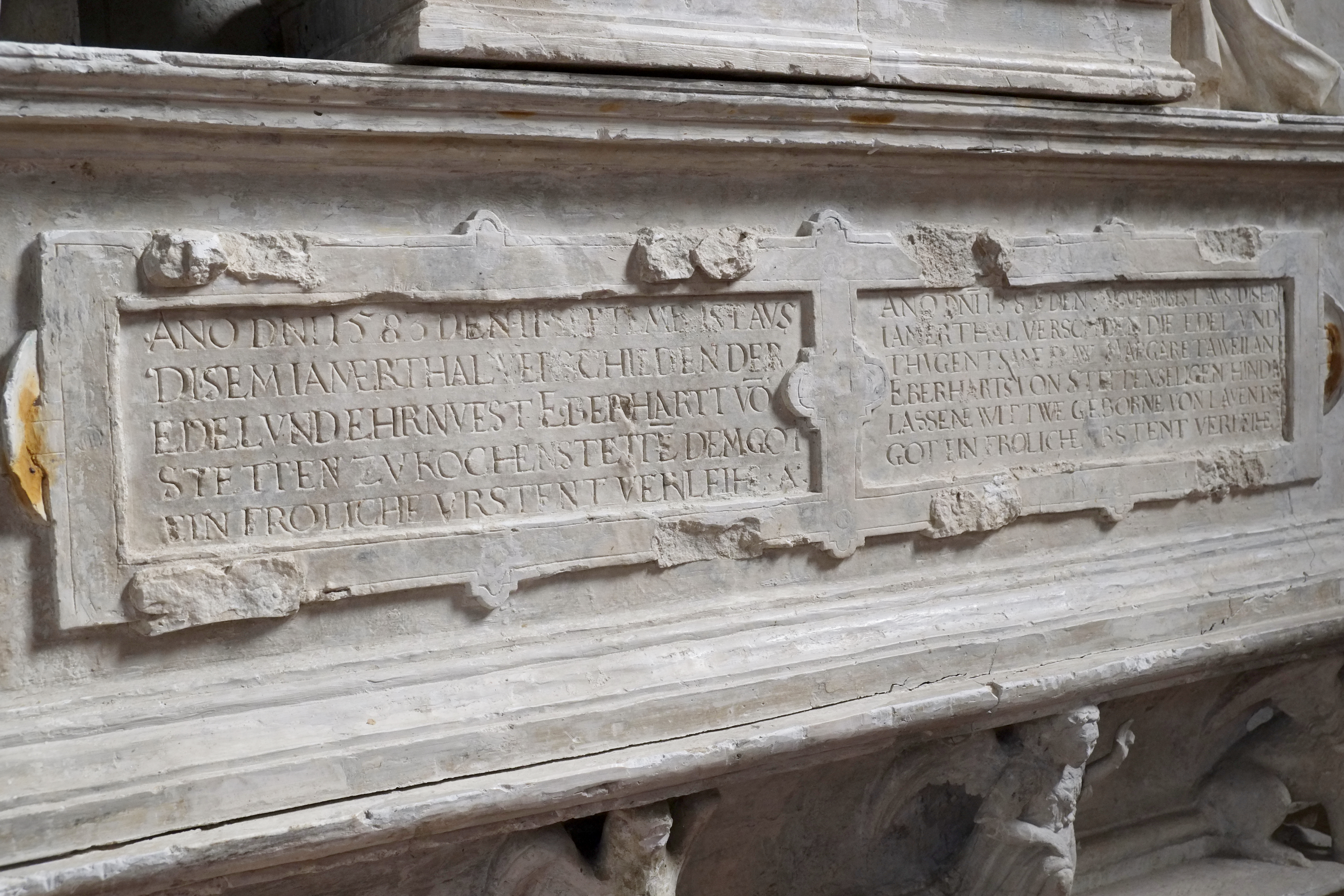
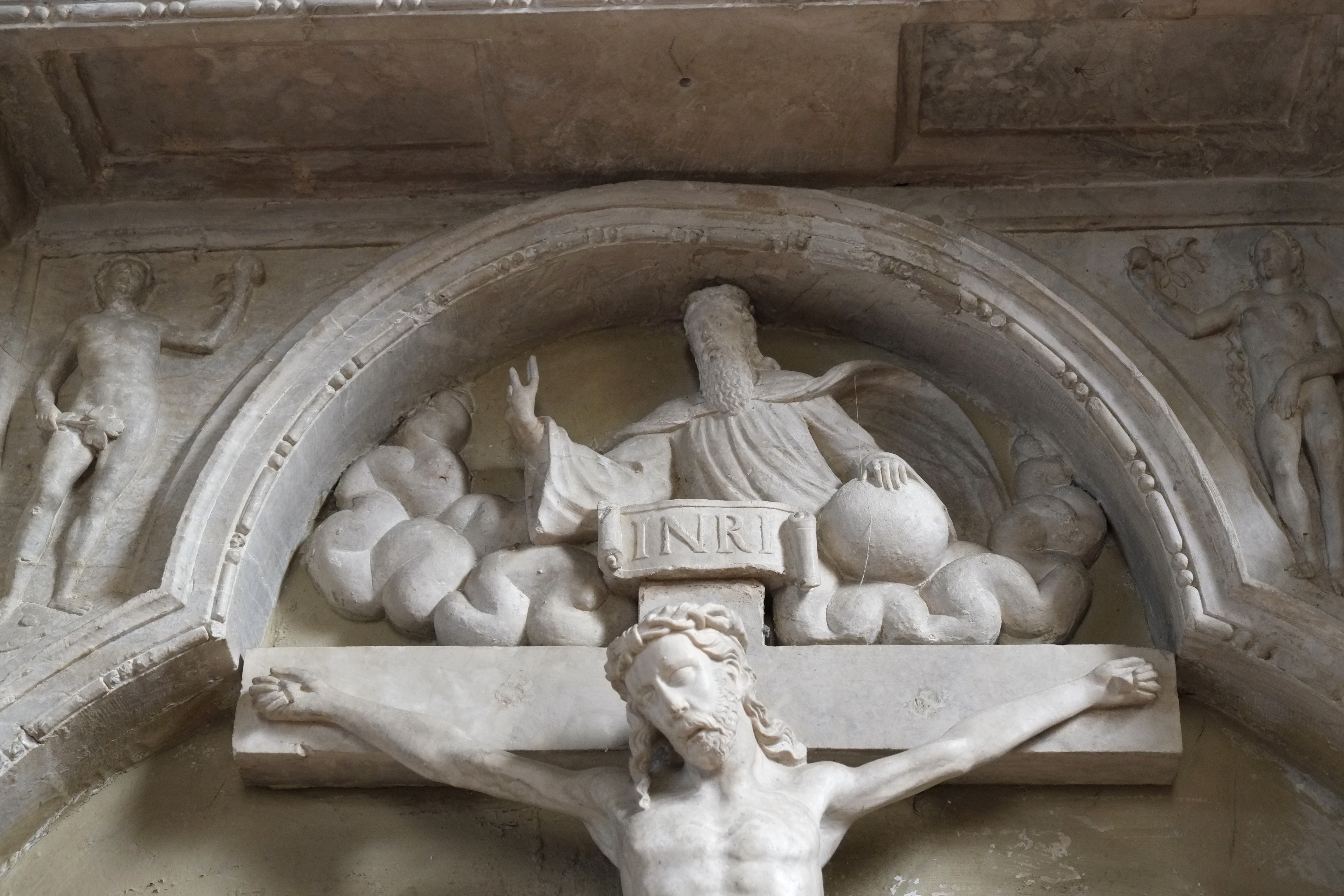

Das Epitaph im Stil der Renaissance für Eberhard von Stetten († 11. November 1583) und seine Frau Margaretha geb. von Layen († 5. November 1589) wird dem Bildhauer Sem Schlör (um 1530–1597/98) zugeschrieben. Es zeigt die Verstorbenen betend am Kreuz und ist reich geschmückt mit Beschlagwerk und den Symbolen der vier Evangelisten. Über dem Kreuz ist Gottvater in den Wolken und Adam und Eva (rechts und links daneben) zu sehen. Bekrönt wird das Epitaph vom Allianzwappen der Verstorbenen, das von Putten getragen wird. Im unteren Teil sind zwei Inschriftentafeln angebracht.